# Wojskowa Komenda Uzupełnień w Elblągu

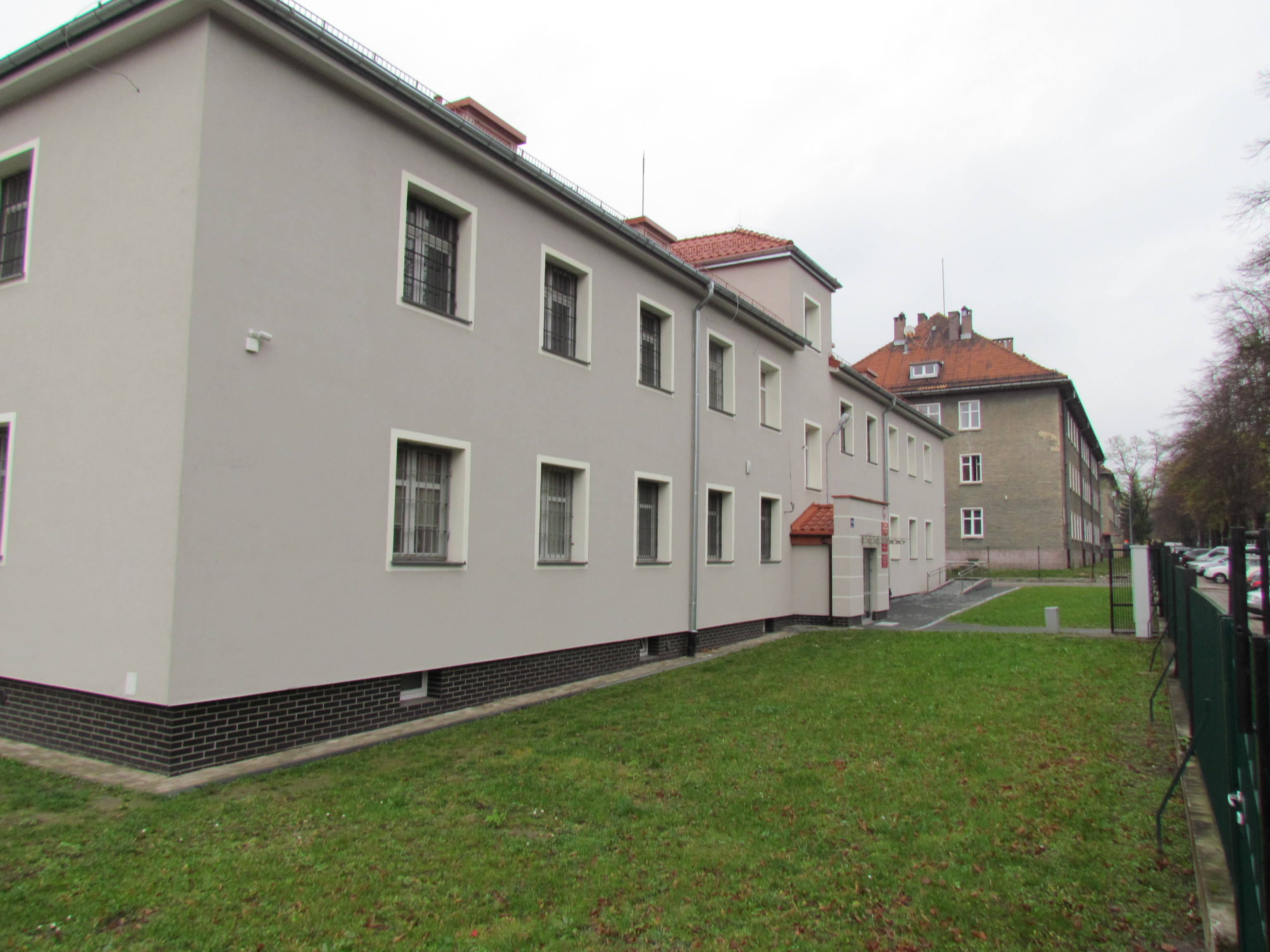
Siedziba WKU w Elblągu

Wojskowa Komenda Uzupełnień w Elblągu − terenowy organ administracji wojskowej. Stanowi zasadnicze ogniwo zabezpieczające mobilizacyjne rozwinięcie jednostek wojskowych na administrowanym terenie. Podlega Wojewódzkiemu Sztabowi Wojskowemu w Olsztynie.

## Formowanie i zmiany organizacyjne
Wojskowa Komenda Uzupełnień w Elblągu kontynuuje tradycję Rejonowej Komendy Uzupełnień, która została powołana rozkazem Dowódcy Pomorskiego Okręgu Wojskowego z dnia 16 września 1945 r. Pierwszym Komendantem RKU w Elblągu był por. Zdzisław Kalaciński, natomiast pierwszą siedzibą był gmach znajdujący się przy ul. Żeromskiego 24. W marcu 1950 r. zapadła decyzja o likwidacji RKU w Elblągu. Zasoby osobowe i dotychczasowe obowiązki komendy przejęła RKU w Malborku.
Ponownie zaistniała z dniem 26 czerwca 1956 r. tym razem jako Wojskowa Komenda Rejonowa (WKR). W 1956 r. nastąpiła reorganizacja Wojskowej Komendy Rejonowej, na bazie której powstał Powiatowy Sztab Wojskowy w Elblągu (PSzW). W 1975 r. została przeprowadzona reforma administracji terenowej, w związku z którą z dniem 1 sierpnia 1975 r. Powiatowy Sztab Wojskowy w Elblągu został przeformowany w Wojskową Komendę Uzupełnień w Elblągu. Równocześnie powstał Wojewódzki Sztab Wojskowy w Elblągu (WSzW) – początkowo z siedzibą w Kwidzynie, a od grudnia 1975 r. w Elblągu przy ul. Saperów 34. W nowym układzie administracyjnym województwa, WSzW w Elblągu miało w swym składzie trzy WKU: w Braniewie, Elblągu i Malborku. Z dniem 15 marca 1994 r. WKU w Elblągu zmieniła siedzibę przy ul. Saperów 34 na budynek przy ul. Królewieckiej 167A, w którym stacjonuje do chwili obecnej.
Od 1 lipca 1996 r. do 30 listopada 1998 r. Wojskowa Komenda Uzupełnień w Elblągu podlegała Wojewódzkiemu Sztabowi Wojskowemu w Elblągu, który bezpośrednio podlegał Dowództwu Warszawskiego Okręgu Wojskowego. Z dniem 1 lutego 1998 r. WSzW w Elblągu zostało podporządkowane Dowództwu Pomorskiego Okręgu Wojskowego. W związku z reformą administracyjną kraju i utworzeniem województwa Warmińsko – Mazurskiego, z dniem 30 czerwca 1999 r. zostało zlikwidowane WSzW w Elblągu. Od 1 lipca 1999 r.  do 31 sierpnia 2002 r. Wojskowa Komenda Uzupełnień w Elblągu, jako terenowy organ administracji wojskowej, bezpośrednio podlegała Wojewódzkiemu Sztabowi Wojskowemu w Olsztynie i swym zasięgiem obejmowała powiat elbląski i miasto Elbląg. Zgodnie z rozporządzeniem Ministra Obrony Narodowej z dnia 16 maja 2002 r. w sprawie siedzib i zasięgu terytorialnego WSzW i WKU, Wojskowa Komenda Uzupełnień w Elblągu swym zasięgiem działania objęła również powiat braniewski.

## Obszar działania

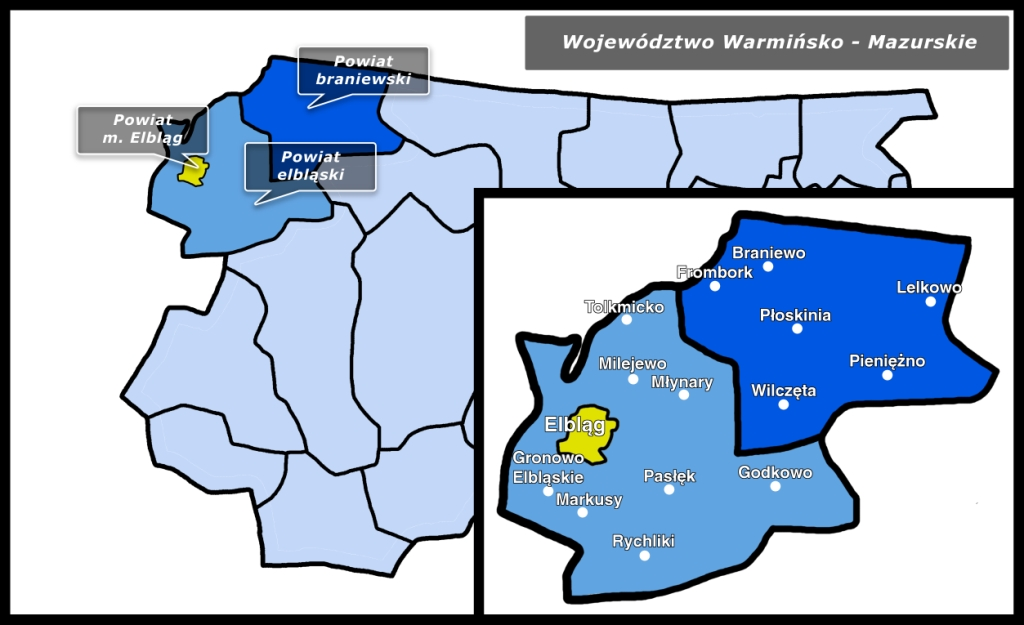
Teren administrowany przez WKU w Elblągu

Obszarem działania Wojskowej Komendy Uzupełnień w Elblągu są miasta i gminy objęte zasięgiem administrowania powiatów: elbląskiego, miasta Elbląg oraz braniewskiego. Obszar o powierzchni 2698 km², zamieszkały przez około 223,9 tys. ludności. Średnia gęstość zaludnienia wynosi 83 osoby na 1 km².

## Struktura organizacyjna
Strukturę organizacyjną wojskowej komendy uzupełnień tworzą wydziały:
1. planowania mobilizacyjnego i administrowania rezerwami;
2. rekrutacji.

Do kierowniczych stanowisk wojskowych komend uzupełnień należą:
1. wojskowy komendant uzupełnień;
2. zastępca wojskowego komendanta uzupełnień - szef wydziału planowania mobilizacyjnego i administrowania rezerwami;
3. szef wydziału rekrutacji.

## Komendanci instytucji
Lista zawiera  komendantów RKU, WKR, PSzW i WKU:

1. por. Zdzisław Kalaciński (1945 – 1946)
2. por. Włodzimierz Wódz (1946 – 1948)
3. mjr Bolesław Makulec (1956 – 1965)
4. ppłk Witold Łoziński (1966 – 1967)
5. płk mgr Franciszek Dyba (1968 – 1975)
6. ppłk Stanisław Guniewicz (1976)
7. płk dypl. Józef Ładyński (1977 – 1989)
8. ppłk mgr Bolesław Paulo (1990 – 2000)
9. ppłk dypl. Andrzej Ruszel (2001 – 2002)
10. ppłk dypl. Remigiusz Piasecki (2003 – 2013)
11. ppłk mgr Jerzy Wieczorek (2013 do 2019)
12. ppłk mgr inż. Jacek Wieliczko (2019 do obecnie)